# عيني يا بحر (مسلسل قطري)
عيني يا بحر هو مسلسل تلفزيوني قطري، تدور القصة والحوار باللهجة المحلية. سيناريو وحوار: عبد الرحمن محسن، إخراج: عبد المجيد الرشيدي، بطولة: غازي حسين، هدية سعيد، سعيد المناعي، سميرة أحمد، سعد بو رشيد، خالد الحمادي، علي ميرزا، فالح فايز، علي سلطان، سعد بخيت، عبد الله أحمد، لطيفة المجرن، صلاح الملا، جاسم الأنصاري، عبد الله حامد، عبد الله عبد العزيز زينب العسكري، علي المالكي، في الشرقاوي، أحلام أحمد، إنتاج تلفزيون قطر عام 1995 وكانت عدد حلقاته واحد وثلاثون حلقة